# Ctenomys peruanus
El tucu-tucu peruano (C. peruanus) es una especie de roedor histricomorfo de la familia Ctenomyidae que vive en suelos áridos y arenosos en Perú, el occidente de Bolivia y el norte de Argentina y Chile.

## Características
Su cuerpo mide de 17 a 25 cm de largo, la cola 6 a 11 cm. Su peso está entre 300 y 700 g. Las hembras son más pequeñas que los machos. La cabeza es ovalada y relativamente grande; los ojos y orejas son pequeños. Tiene incisivos grandes y salientes. El manto es castaño. Las patas anteriores son más cortas que las posteriores y los dedos tienen uñas para excavar.

## Historia natural
Es herbívoro. La mayor parte de su vida es subterránea. Excava túneles a unos 3 m de profundidad, que parten de una entrada en la superficie, rodeada de montículos de la tierra excavada, y van hacia cámaras interiores, una de las cuales es un nido tapizado de hierba y otras son bodegas en que deposita provisiones. 
Casi siempre vive sólo, y cada individuo tiene sus propios túneles, aunque a veces algunas hembras comparten una madriguera. Para el apareamiento el macho visita la cueva de una hembra vecina (a veces sucede lo contrario), se cortejan con vocalizaciones y otras actividades específicas y después de la cópula cada cual va solitario a su madriguera y a sus actividades individuales. La gestación dura 105 días al cabo de los cuales nacen hasta 5 crías que permanecen con la madre hasta el destete.
- Datos: Q1761376
- Especies: Ctenomys peruanus